# Poiana Măgura, Sălaj
Poiana Măgura (în maghiară Magurahegy) este un sat în comuna Șărmășag din județul Sălaj, Transilvania, România.

## Geografie
Poiana Măgura este amplasată la poalele nordice ale Măgura Șimleului, în apropiere de Giurtelecu Șimleului. 

## Istorie
Prima atestare documentară a localității provine din anul 1956, când satul apare sub numele de Poiana Măgura, cătun al satului Lompirt. 
Potrivit Recensământului populației din 1992 erau 33 locuitori; dintre acestia, 28 erau reformați, 3 ortodocsi si 2 romano-catolici. Conform Recensământul populației din 2002 (România), localitatea avea la acea dată 15 locuitori, 6 de sex masculin și 9 de sex feminin; toți erau de religie reformați.